# Яиров, Валентин Михайлович
Валентин Михайлович Яиров (13 августа 1908, Сызрань, Симбирская губерния — 17 апреля 1978, Москва) — советский военачальник, генерал-майор (1958).

## Начальная биография
Валентин Михайлович Яиров родился 13 августа 1908 года в Сызрани ныне Самарской области.

## Военная служба

### Довоенное время
В ноябре 1930 года призван в ряды РККА и направлен в команду одногодичников 9-го горнострелкового полка (3-я Туркестанская стрелковая дивизия, Среднеазиатский военный округ), во время учёбы в которой участвовал в ходе ликвидации басмаческих формирований под командованием Ибрагим-бека в Таджикистане. После окончания команды одногодичников в октябре 1931 года В. М. Яиров продолжил служить в этом же полку на должностях командира стрелкового и учебного взводов, стрелковой и разведывательной рот и дважды отправлялся на учёбу на курсы «Выстрел» — с июля по декабрь 1933 года на курсы «Снайпинг», и с января по март 1935 года — на курсы начальников снайперских команд. Вскоре 9-й горнострелковый полк преобразован в 202-й горнострелковый в составе 68-й горнострелковой дивизии, в котором служил помощником начальника штаба полка и начальником школы младшего комсостава. В ноябре 1937 года вновь направлен на курсы «Выстрел», после окончания которых вернулся на прежнюю должность, а в декабре 1938 года переведён на должность начальника штаба 100-го стрелкового полка в составе той же 68-й горнострелковой дивизии.

### Великая Отечественная война
11 июля 1941 года капитан В. М. Яиров назначен на должность начальника оперативного отделения штаба 312-й стрелковой дивизии, формировавшейся в Актюбинске и в конце августа передислоцированной по железной дороге на ст. Валдай, где была включена в состав 52-й отдельной армии и затем вела оборонительные боевые действия на р. Холова в районе Крестцы. В начале октября дивизия передислоцирована в район Малоярославца, где включена в состав 43-й армии и с 10 октября вела тяжёлые оборонительные боевые действия. 16 октября В. М. Яиров был ранен, после чего лечился в госпитале.
После выздоровления в ноябре 1941 года назначен на должность начальника оперативного отделения штаба 73-й морской стрелковой бригады, которая вскоре вела оборонительные боевые действия по реке Свирь между Онежским и Ладожским озёрами. В мае 1942 года назначен начальником штаба этой же бригады.
В декабре 1942 года назначен на должность начальника штаба 327-й стрелковой дивизии (2-я ударная армия, Волховский фронт), которая в январе 1943 года принимала участие в ходе операция «Искра» при прорыве блокады Ленинграда, за что была преобразована в 64-ю гвардейскую. В августе 1943 года дивизия в составе 67-й армии (Ленинградский фронт) участвовала в ходе Мгинской наступательной операции и освобождении Мги и Синявино, а в январе 1944 года — в составе 42-й армии — в Ленинградско-Новгородской и Красносельско-Ропшинской наступательных операциях. Летом 1944 года дивизия передислоцирована на Карельский перешеек, где включена в состав 21-й армии, после чего принимала участие в ходе Выборгской наступательной операции и освобождении Выборга. С сентября 64-я гвардейская стрелковая дивизия в составе 2-й ударной армии (Ленинградский фронт) принимала участие в ходе Таллинской наступательной и Моонзундской десантной операции.
В декабре 1944 года полковник В. М. Яиров исполнял должность начальника штаба 30-го стрелкового корпуса, однако 22 декабря того же года переведён на должность командира 64-й гвардейской стрелковой дивизии, которая вела вела наступательные боевые действия на либавском направлении против курляндской группировки войск противника, а затем дислоцировалась на северо-западе Эстонии в районе Лихула, Хаапсалу, Виртсу.

### Послевоенная карьера
После окончания войны находился на прежней должности.
В феврале 1946 года направлен на учёбу в Высшую военную академию имени К. Е. Ворошилова, после окончания которой в 1948 году оставлен в академии на преподавательской работе и служил старшим преподавателем на кафедрах тактики, оперативного искусства, а с февраля 1960 года — на кафедре по разработке вопросов автоматизации и механизации управления войсками.
Генерал-майор Валентин Михайлович Яиров в апреле 1969 года вышел в запас. Умер 17 апреля 1978 года в Москве.

## Награды
- Орден Ленина;
- Четыре ордена Красного Знамени;
- Орден Кутузова 2 степени;
- Орден Александра Невского;
- Два ордена Отечественной войны 1 степени;
- Орден Красной Звезды;
- Медали.